# Рінґаудас-Бронісловас Сонґайла
Рінґаудас-Бронісловас Сонґайла (лит. Ringaudas-Bronislovas Songaila; рос. Сонгайла Рингаудас-Бронисловас Игнович; 20 квітня 1929, Клайпеда, Литва — 25 червня 2019, Тракай, Литва) — діяч радянських органів СРСР на території Литви, 1-й секретар ЦК КП Литви, голова Ради міністрів Литовської РСР, голова Президії Верховної ради Литовської РСР. Член Президії (Бюро) ЦК КП Литви в 1962—1988 роках. Член Центральної Ревізійної Комісії КПРС у 1981—1989 роках. Депутат Верховної ради Литовської РСР. Депутат Верховної ради СРСР 10—11-го скликань, заступник голови Президії Верховної ради СРСР у 1985—1987 роках.

## Життєпис
Народився в родині робітника.
У 1944—1945 роках — листоноша Ужвентського відділення зв'язку Шяуляйського повіту. З 1945 по 1947 рік учень Ужвентської та Стачюнської прогімназій Шяуляйського повіту. У 1947—1950 роках навчався в Грузджайському ветеринарному технікумі.
Член КПРС від 1953 року.
У 1955 році закінчив Литовську ветеринарну академію в місті Каунасі.
У 1955—1956 роках — асистент Литовської ветеринарної академії.
У 1956—1957 роках — відповідальний організатор Каунаської інспекторської групи ЦК КП Литви. У 1957—1960 роках — завідувач сільськогосподарського відділу Управління справами Ради міністрів Литовської РСР.
У 1960—1961 роках — заступник міністра сільського господарства Литовської РСР.
У 1961—1962 роках — заступник голови, у 1962 році — 1-й заступник голови Ради Міністрів Литовської РСР. Одночасно у 1962 році — міністр виробництва та заготівель сільськогосподарських продуктів Литовської РСР.
З 7 грудня 1962 до 23 січня 1981 року — секретар ЦК КП Литви (по сільському господарству).
Одночасно 24 грудня 1975 — 19 червня 1981 року — голова Верховної ради Литовської РСР.
16 січня 1981 — 18 листопада 1985 року — голова Ради міністрів Литовської РСР,
18 листопада 1985 — 7 грудня 1987 року — голова Президії Верховної ради Литовської РСР.
З 1 грудня 1987 по 20 жовтня 1988 року — 1-й секретар ЦК КП Литви.
З жовтня 1988 року — персональний пенсіонер союзного значення.

## Нагороди і звання
- орден Жовтневої Революції
- три ордени Трудового Червоного Прапора (16.03.1981,)
- орден «Знак Пошани»
- медаль «За доблесну працю. В ознаменування 100-річчя з дня народження Володимира Ілліча Леніна»
- медалі
- Заслужений працівник сільського господарства Литовської РСР (1979).